# Donald Duart Maclean
Donald Duart Maclean (Marylebone, 25 maggio 1913 – Mosca, 6 marzo 1983) è stato un diplomatico e agente segreto britannico, celebre per aver fatto parte del gruppo delle "Spie di Cambridge".
Portò all'attenzione di Stalin e della sua cerchia i negoziati che stavano portando alla creazione della NATO tra Stati Uniti, Canada e Paesi del patto di Bruxelles.

## Biografia

### Gioventù
Figlio del politico Sir Donald Maclean e di Gwendolen Margaret Devitt, il giovane Maclean cominciò il suo corso di studi alla St. Ronan's School a Worthing e all'età di 13 anni viene mandato a Norfolk alla Gresham's School, dove rimase fino al 1931. Lì conobbe altri suoi celebri coetanei come Lord Simon of Glaisdale, James Klugmann (1912-1977), Roger Simon (1913-2002), Benjamin Britten (1913-1976) e lo scienziato Sir Alan Lloyd Hodgkin.

### Gli anni a Cambridge
Sempre nel 1931, arrivò alla Trinity Hall, a Cambridge, con una borsa di studio in lingue moderne. Proprio lì cominciò a maturare, come spesso si registrava negli ambienti rigidi e snob dei college britannici, convinzioni comuniste. In breve tempo divenne amico di altri giovani che condividevano i suoi ideali anticonformisti. Dopo essere entrato nel gruppo degli "Apostoli", ebbe modo di allacciare rapporti con Anthony Blunt, e in seguito formò il cosiddetto "Quintetto di Cambridge", insieme allo stesso Blunt, a Guy Burgess, a Kim Philby e a John Cairncross.

### L'attività spionistica
Dopo Cambridge Maclean diviene una spia sovietica controllato dalla spia Kislytsin, il cui diretto superiore era il diplomatico Vladimir Petrov. Nel 1933 cominciò la sua carriera politica nel Foreign Office e nel 1938 giunse all'ambasciata di Parigi, dove rimase sino all'occupazione nazista della Francia. Nel 1944 venne inviato a Washington a collaborare nel Progetto Manhattan. Soprattutto in questo periodo rivelò un vizio che lo accompagnò per tutta la vita: l'alcool. Spesso di notte girava per le vie della città ubriaco, gridando di essere una spia sovietica, talvolta in cerca di fugaci rapporti omosessuali. Per sua fortuna gli interlocutori erano solitamente più brilli di lui. Dopo la guerra tornò a Londra, ma ben presto venne coinvolto nel Progetto Venona e, quando fu costretto a fuggire in Unione Sovietica con Burgess, scoppiò uno scandalo di dimensioni epiche. Maclean morì nel 1983, dopo aver continuato a collaborare con l'URSS nel ministero degli esteri.